# کارل مونسن
کارل مونسن (انگلیسی: Carl Monssen؛ ۱۳ ژوئیه ۱۹۲۱ – ۲۵ فوریهٔ ۱۹۹۲) قایقران روئینگ اهل نروژ بود.
وی در مسابقات کشوری و بین‌المللی در مجموع برندهٔ ۱ مدال نقره، ۲ مدال برنز شده‌است.